# Дампјер ан Бирли
Дампјер ан Бирли (фр. Dampierre-en-Burly) насеље је и општина у централној Француској у региону Центар (регион), у департману Лоаре која припада префектури Орлеан.
По подацима из 2005. године у општини је живело 1158 становника, а густина насељености је износила 24,4 становника/km². Општина се простире на површини од 47,44 km². Налази се на средњој надморској висини од 148 метара (максималној 161 m, а минималној 117 m).

## Демографија
| 1962. | 1968. | 1975. | 1982. | 1990. | 2011. |
| ----- | ----- | ----- | ----- | ----- | ----- |
| 598   | 553   | 536   | 909   | 915   | 1.257 |

График промене броја становника у току последњих година